# غابرييل بيراني
غابرييل كورديرو بيراني (بالإنجليزية: Gabriel Cordeiro Pirani) هو لاعب كرة قدم برازيلي، من مواليد 12 أبريل 2002، يلعب لفريق سانتوس.

## روابط خارجية
- غابرييل بيراني على موقع الدوري الأمريكي (الإنجليزية)
- غابرييل بيراني على موقع قاعدة بيانات كرة القدم.إي يو (الإنجليزية)
- غابرييل بيراني على موقع Soccerway.com (الإنجليزية)